# Jan de Roder
Jan Hendrik de Roder (Arnhem, 1958) is essayist en universitair docent aan de Universiteit Maastricht. Hij studeerde Nederlands aan de Katholieke Universiteit Nijmegen, nu Radboud Universiteit, en promoveerde er op een proefschrift met de titel Hoofdstukken over S. Vestdijk.
De Roder schrijft essays over moderne literatuur, die geplaatst werden in Yang, Raster, Parmentier en Armada. Van de laatste twee tijdschriften is hij redacteur geweest.
Bij de Nijmeegse uitgeverij Vantilt publiceerde De Roder in 2001 de essaybundel Het onbehagen in de literatuur, waarvoor hij in 2003 de eerste Prijs van de Koninklijke Academie voor Nederlandse Taal- en Letterkunde kreeg. In deze bundel is het essay Het schandaal van de poëzie opgenomen, dat in 1999 als losse uitgave verscheen en dat vanwege zijn controversiële inhoud veel discussie uitlokte.

## Het schandaal van de poëzie
In Het schandaal van de poëzie laat De Roder, zich baserend op de Nederlandse filosoof Frits Staal, zien dat poëzie de schakel is tussen rituelen en taal. Hij poneert dat in poëzie, vanwege deze positie tussen ritueel en taal, betekenisloze aspecten als klank en ritme veel belangrijker zijn dan algemeen wordt aangenomen. Poëzie vertoont volgens De Roder in haar zuiverste vorm een hang naar betekenisloosheid. Piet Gerbrandy schreef over Het schandaal van de poëzie: 'Een boekje dat – ik kondig het maar vast aan – de komende tien jaar heel invloedrijk zal worden.' In 2005 publiceerde Vantilt Splash. Lyrische suite over biologie, ritueel en poëzie van Jan Lauwereyns, dat gelezen kan worden als een pamflet tegen wat De Roder beweert in Het schandaal van de poëzie.

## Prijzen
- 2003: KANTL-prijs voor essay voor Het onbehagen in de literatuur